# Otávio Rocha
Otávio Francisco da Rocha (Pelotas, 23 de septiembre de 1877 - Porto Alegre, 27 de febrero de 1928) fue un militar, ingeniero, educador, político y periodista brasileño. Fue Alcalde de Porto Alegre entre 1924 y 1928. 
Realizó sus estudios iniciales en Pelotas y los secundarios en el ginasio Nossa Senhora da Conceição, en São Leopoldo. Al terminar sus estudios, se alistó en el ejército en 1891 buscando la carrera de ingeniero militar graduándose en 1901 en la Escuela Militar de Praia Vermelha en Río de Janeiro. De vuelta a Río Grande del Sur, hizo una pasantía en el ferrocarril Rio Grande-Bagé, sirviendo en la guarnición de Rio Grande hasta 1903. Luego pasó a la Escuela Preparatoria y Táctica de Rio Pardo y, en 1905, a la Escuela Militar de Porto Alegre donde permaneció hasta 1909, cuando fue elegido diputado estadual. 
Durante su periodo fue director del periódico A Federação, miembro del Partido Republicano Riograndense y profesor de geometría y aritmética en el Colegio Júlio de Castilhos.
Tras ser elegido diputado federal, se trasladó a Río de Janeiro donde permaneció poco tiempo, volviendo a Río Grande del Sur y al ejército en 1914, donde permaneció hasta 1918, cuando fue elegido de nuevo diputado federal. Reelegido en 1921, apoyó la candidatura opositora a la presidencia de Nilo Peçanha. De regreso a Porto Alegre, fue propuesto para suceder a José Montaury como alcalde de la capital. En aquella época, la ciudad contaba ya con 190.000 habitantes y fue elegido con sólo 8.000 votos. 
Asumió la alcaldía con la determinación de reformar la ciudad, convirtiéndola en un "nuevo París". El proyecto incluía la construcción de amplias avenidas, bulevares y rotondas y, para llevarlo a la práctica, especialmente en la zona centro, Rocha ordenó la demolición de decenas de mansiones y conventillos, símbolo de pobreza y atraso. También dotó a la población de agua tratada y amplió el alumbrado público. Esta serie de reformas llevó a Otávio Rocha a ser conocido como el "reformador" de Porto Alegre.
Estas reformas, sin embargo, endeudaron la capital y en 1925 se crearon nuevos impuestos: sobre las profesiones, los espectáculos, el comercio y la industria, la beneficencia, el mantenimiento de calles y carreteras, los impuestos sobre los servicios de recogida de basuras y la medición de pesos y medidas. En 1927, ya circulaban 3.000 automóviles en Porto Alegre, cifra sólo superada por el parque de São Paulo.
Otávio Rocha murió durante su mandato, en 1928, debido a complicaciones de una úlcera gástrica. Porto Alegre honró a su antiguo alcalde con una plaza y una avenida que llevan su nombre, construidas en el marco de su proyecto inicial de reforma. Alberto Bins, entonces teniente alcalde, fue su sucesor. Está enterrado en el Cementerio de la Santa Casa de Misericordia.
Casado con Inácia Brochado da Rocha, entre sus siete hijos hubo tres que destacaron en la política riograndense y nacional: Antônio Brochado da Rocha, alcalde de Porto Alegre entre 1943 y 1945; Francisco de Paula Brochado da Rocha, Primer ministro del Brasil en 1962 y José Diogo Brochado da Rocha.